# Lolita
 For alternative betydninger, se Lolita (flertydig). (Se også artikler, som begynder med Lolita)
Lolita er en roman af Vladimir Nabokov fra 1955. Den handler om en voksen mands besættelse af en 12-årig pige. Romanen er filmatiseret to gange: I 1962 af Stanley Kubrick og i 1997 af Adrian Lyne, ligesom romanen har dannet grundlag for et skuespil fra 1981 af Edward Albee.
Nabokov arbejdede på Lolita i over fire år først i 1950'erne, da han var professor i litteratur på det amerikanske Cornell-universitet. Fire amerikanske forlæggere afviste at trykke bogen, inden Olympia Press i Paris udgav den i 1955. Den første oversættelse af bogen var Tom Brights danske, som udkom i 1957 på Hans Reitzels Forlag. 
Først i 1958 udkom bogen i USA, hvor den omgående blev en bestseller. Inden havde Nabokov kun haft en mindre læserskare, selv om han havde skrevet en lang række romaner, noveller, digtsamlinger og skuespil, først på russisk i sin europæiske periode 1922-40, dernæst på engelsk i USA.
Efter "Lolitas" succes blev hans russiske romaner oversat til engelsk.
Da Kubrick skulle filmatisere Lolita, krævede censuren, at pigens alder skulle være 14, hvad der blev efterkommet.

## Filmatiseringer
- Lolita af Stanley Kubrick fra 1962
- Lolita af Adrian Lyne fra 1997